# Bactrocera brunnea
Bactrocera brunnea är en tvåvingeart som först beskrevs av Perkins och May 1949.  Bactrocera brunnea ingår i släktet Bactrocera och familjen borrflugor. Inga underarter finns listade.